# Republican City
Le village de Republican City est situé dans le comté de Harlan, dans l’État de Nebraska, aux États-Unis. Sa population s’élevait à 150 habitants lors du recensement de 2010, estimée à 155 habitants en 2017.

## Histoire
Republican City a été fondé en 1871.

## Démographie
| Groupe            | Republican City | Nebraska | États-Unis |
| ----------------- | --------------- | -------- | ---------- |
| Blancs            | 100             | 86,1     | 72,4       |
| Autres            | 0               | 13,9     | 27,6       |
| Total             | 100             | 100      | 100        |
|                   |                 |          |            |
| Latino-Américains | 1,3             | 9,2      | 16,7       |

Selon l’American Community Survey, pour la période 2011-2015, 100 % de la population âgée de plus de 5 ans déclare parler anglais à la maison.

## Source
- (en) Cet article est partiellement ou en totalité issu de l’article de Wikipédia en anglais intitulé « Republican City, Nebraska » (voir la liste des auteurs).

1. ↑  (en) « Republican City, NE Population - Census 2010 and 2000 », sur censusviewer.com.
2. ↑  (en) « Population of Nebraska - Census 2010 and 2000 », sur censusviewer.com.
3. ↑  (en) « Language spoken at home by ability to speak English for the population 5 years and over », sur data.census.gov.